# حيدر رعد
حيدر رعد وهو لاعب كرة قدم عراقي في مركز حراسة المرمى ولد في يوم 27 نيسان 1991 في مدينة بغداد عاصمة العراق وهو يلعب حاليا مع نادي دهوك العراقي كما سبق له اللعب مع نادي الكرخ ومع نادي الكهرباء العراقي ولعب مع منتخب العراق لكرة القدم في مباراة دولية واحدة وكانت ضد منتخب سوريا لكرة القدم أقيمت في مدينة السليمانية حيث قام بصد ركلة جزاء في تلك المباراة.

## روابط خارجية
- حيدر رعد على موقع قاعدة بيانات كرة القدم.إي يو (الإنجليزية)
- حيدر رعد على موقع ناشيونال فوتبول تيمز (الإنجليزية)
- حيدر رعد على موقع كووورة